# CAT (azienda)
CAT S.p.A., acronimo di Consorzio Apuano Trasporti, è una s.p.a. che ha gestito il trasporto pubblico locale nella provincia di Massa-Carrara dal 1º gennaio 1969 (con il nome di Consorzio Apuano Trasporti) al 31 agosto 2009 (data in cui ha passato l'attività ad ATN srl).

## Esercizio

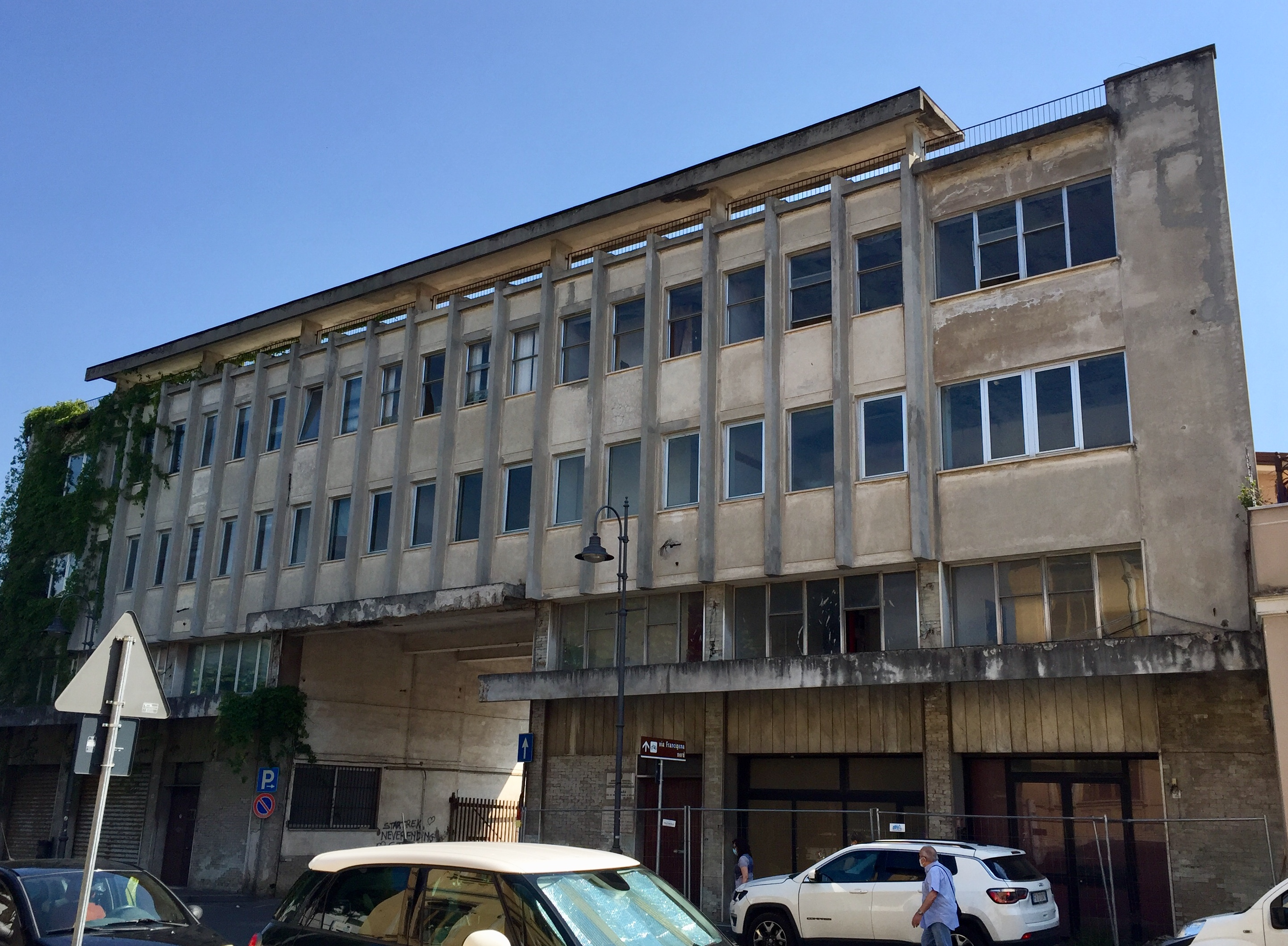
Sede del CAT ad Avenza

CAT S.p.A. ha gestito il trasporto pubblico locale su gomma nelle città di Massa, Carrara e in tutta la provincia dal 1969, anno in cui è stata fondata l'azienda, sino al 31 agosto 2009.
Dal 1º settembre 2009 il servizio è gestito da Autolinee Toscana Nord società a responsabilità limitata (ATN srl), società integralmente controllata da CTT Nord.
Autolinee Toscana Nord srl ha rilevato da CAT spa parco mezzi, depositi e dipendenti.

## Parco aziendale
Nel 2007, la flotta era costituita da 144 autobus.